# Горст фон Петерсдорфф
Горст Бернгард Курт фон Петерсдорфф (нім. Horst Bernhard Kurt von Petersdorff; 30 грудня 1892, Позен — 12 липня 1962, Прін-ам-Кімзе) — німецький офіцер, бригадефюрер СА і оберст вермахту. Кавалер Лицарського хреста Залізного хреста.

## Біографія
Син першого лейтенанта Прусської армії Акселя фон Петерсдорффа і його дружини Елізабет, уродженої Фелан. В червні 1911 року поступив на службу в Прусську армію. Учасник Першої світової війни, за бойові заслуги відзначений численними нагородами. В грудні 1918 року сформував фрайкор «Петерсдорфф», з яким брав участь у боях з соціалістами в Берліні, потім — в прикордонних сутичках у Верхній Сілезії та Прибалтиці. 
В 1922 році Петерсдорфф звільнився з армії і став торговцем. В 1922 році вступив у НСДАП, через рік — в СА. 1 жовтня 1925 року знову вступив у НСДАП (партійний квиток №20 736), згодом — в СА. В 1931 році став членом вищого керівництва СА, в травні призначений керівником Берлінських СА, проте через декілька тижнів був знятий з помади — імовірно, через інтриги вищих керівників СА. В 1932 році вийшов з НСДАП і СА, в 1936 році повторно вступив.
Після початку Другої світової війни призваний на службу в вермахт у званні гауптмана резерву. Як командир 3-го батальйону 189-го піхотного полку брав участь у Французькій кампанії. Учасник боїв на радянсько-німецькому фронті, в 1942 році призначений командиром 1-го резервного гірського полку. Після декількох поранень переведений в Імперське міністерство озброєнь. В 1943 році направлений в Словаччину та Угорщину у складі німецької промислової комісії.
В липні 1944 року Петерсдорфф був заарештований за підозрою у причетності до Липневої змови. 15 вересня звільнений з вермахту, щоб постати перед Народною судовою палатою. 3 жовтня виключений з НСДАП. В грудні 1944 року Народна судова палата виправдала Петерсдорффа, однак він був ув'язнений в концтаборі Бухенвальд, згодом — в Дахау. 30 квітня 1945 року звільнений.

## Нагороди

### Перша світова війна
- Залізний хрест 2-го класу (1914)
- Князівський орден дому Гогенцоллернів, почесний хрест 3-го класу з мечами (1915)
- Залізний хрест 1-го класу (1916)
- Військова медаль (Османська імперія)
- Королівський орден дому Гогенцоллернів, лицарський хрест з мечами (квітень 1917)
- Нагрудний знак «За поранення» в сріблі

### Міжвоєнний період
- Сілезький Орел 2-го і 1-го ступеня
- Почесний хрест ветерана війни з мечами
- Золотий партійний знак НСДАП

### Друга світова війна
- Застібка до Залізного хреста 2-го і 1-го класу
- Лицарський хрест Залізного хреста (29 червня 1940)
- Нагрудний знак «За поранення» в золоті